# Modi'in Illit
Modi'in Illit (Hebraico: מוֹדִיעִין עִלִּית; Árabe: موديعين عيليت, que significa "Modi'in Superior") é uma colônia e cidade israelense haredi na Cisjordânia.
Construída em terras de cinco aldeias palestinas – Ni'lin, Kharbata, Saffa, Bil'in e Dir Qadis –, Modi'in Illit recebeu o status de cidade do governo israelense em 2008. A comunidade internacional considera os assentamentos israelenses ilegais sob a lei internacional, mas o governo israelense contesta essa afirmação.
Está localizada a seis quilômetros (3,7 milhas) a nordeste de Modi'in-Maccabim-Re'ut e é frequentemente referida como Kiryat Sefer (que significa "Cidade do Livro"), o nome de seu primeiro bairro, estabelecido em 1994. Modi'in Illit também engloba o bairro de Achuzat Brachfeld. Em 2021, tinha uma população total de 80.996 habitantes, tornando-se o maior assentamento judeu na região.